# Éryx (mythologie)
Pour les articles homonymes, voir Éryx.
Dans la mythologie grecque, Éryx (en grec ancien Ἔρυξ / Éryx), fils de Boutès (ou de Poséidon selon les auteurs) et d'Aphrodite, est roi d'une province de Sicile, appelée Érycie, et héros fondateur de la cité d'Éryx.

## Description
Fier de sa force prodigieuse et de sa réputation au pugilat, il défiait au combat ceux qui se présentaient chez lui et tuait le vaincu. Il osa même se mesurer à Héraclès, qui passait en Sicile avec les bœufs de Géryon. L'enjeu du combat fut d'un côté le troupeau du héros, de l'autre le royaume d'Éryx ; celui-ci accepta finalement cette offre disproportionnée lorsqu'il sut qu'Héraclès perdrait, avec ses bœufs, l'espérance de l'immortalité. Mais il fut vaincu et enterré dans le temple dédié à sa mère Aphrodite, sur la montagne qui prit son nom (voir l'article mont Éryx). Héraclès laissa le royaume aux indigènes en disant qu'un de ses descendants viendrait en prendre possession.
Le Liber monstrorum, catalogue de peuples et créatures légendaires anonyme du VIIIe siècle, décrit ses armes :
« On dit que les instruments de guerre d'Eryx dépassent aussi toute mesure humaine. Ce n'était pas un monstre, mais un homme de taille monstrueuse. Et sept peaux de bœuf cousues de fer et de plomb couvraient son bouclier. »

## Sources
1. ↑  Lire en ligne Liber monstrorum (en anglais).

- Pseudo-Apollodore, Bibliothèque [détail des éditions] [lire en ligne] (II, 5, 10).
- Diodore de Sicile, Bibliothèque historique [détail des éditions] [lire en ligne] (IV, 23, 2).
- Pausanias, Description de la Grèce [détail des éditions] [lire en ligne] (IV, 36, 4).